# Стадион Лери Гомес
Стадион Лери Гомес (енгл. Larry Gomes Stadium) се налази у Малабару, Арима, Тринидад и Тобаго. Стадион је добио име по играчу крикета Западне Индије, Ларију Гомесу који је донео победу Западној Индији 1984. против Аустралије. Стадион је изграђен за Светско првенство У-17 2001. године, чији је домаћин био Тринидад и Тобаго. Стадион је такође је био домаћин утакмица са ФИФА Светског првенства за жене до 17 година 2010. године.На ФИФА СП за жене до 17. г
Капацитет стадиона је око 10.000 људи. Непокривене трибине омогућавају максимално 7.300, а откривене трибине имају капацитет за 2.700 посетилаца. Укључује ВИП места од 168 и луксузне ложе ВИПа примају 25. посетилаца.